# アルマ・マーテル

ニューヨークにあるコロンビア大学の図書館前のアルマ・マータ像

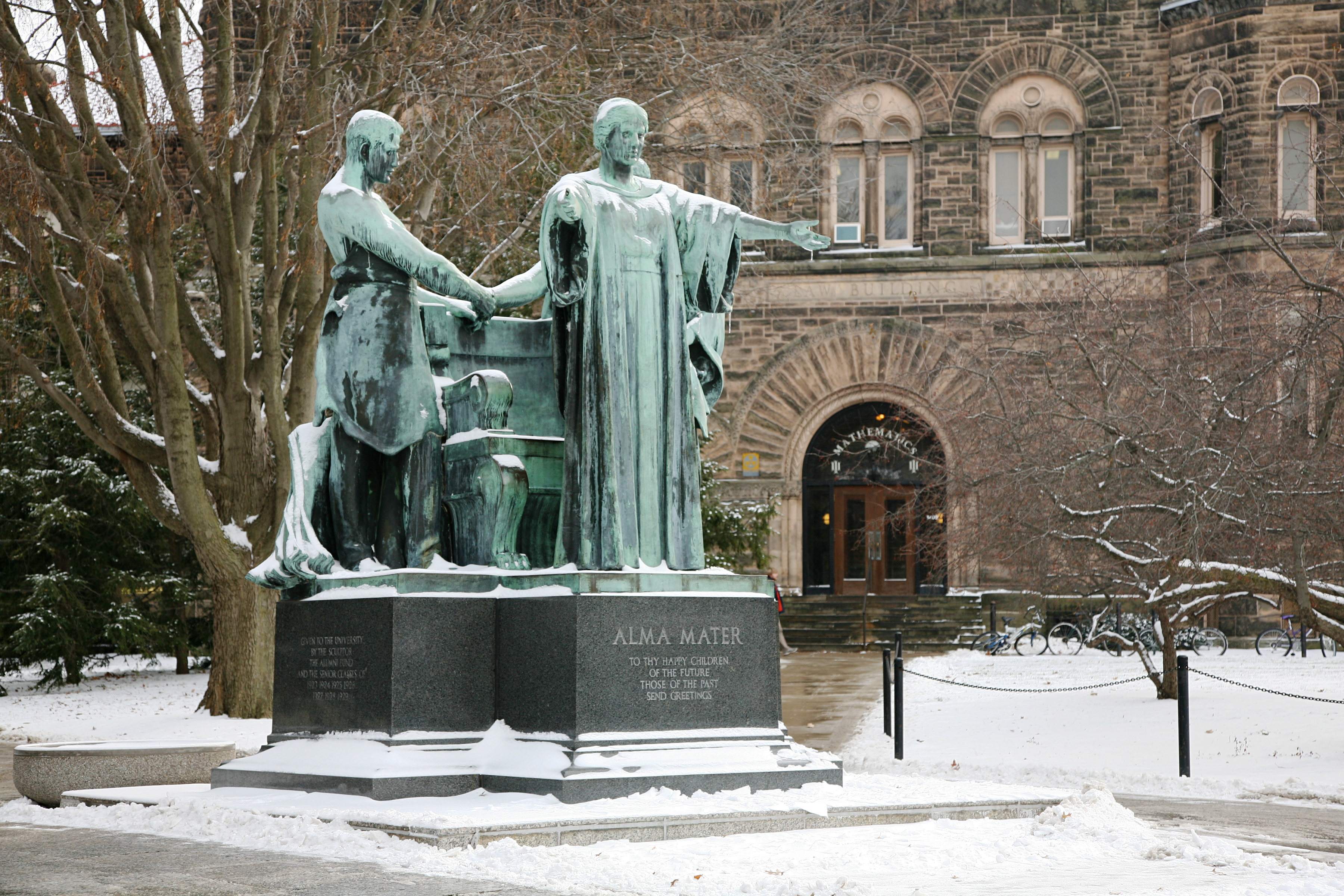
イリノイ大学アーバナ・シャンペーン校にあるアルマ・マータ像

アルマ・マーテル（ラテン語: alma mater）は、「母校」を指すラテン語の連語。英語圏・ドイツ語圏・東欧を中心に用いられる。ほとんどの場合は単数形で使われる。複数形はアルマエ・マトレス（almae matres）。「養い育てた母」の意味。
イギリス英語では「アルマ・メイタ」、アメリカ英語読みでは「アルマ・マータ」のように発音される。

## 語源
伝統的には母なる女神の姿として表され、古代ローマ時代には地母神、特にケレースまたはキュベレーを指す語であった。中世のキリスト教においてはイエスの母マリアを指し、著名な聖歌のひとつに「アルマ・レデンプトリス・マーテル」（Alma redemptoris mater、救い主を育てた母）がある。

## 歴史
現代では「養い育てた母」になぞらえ、自己形成に大きな影響を与えた出身校、特に高等教育機関を指し、学士号を取得、すなわち卒業した大学を指して使われる。またそうした母校の校歌・学歌を指しても使われる。
アメリカ合衆国には、コロンビア大学のロウ記念図書館の前に、ダニエル・チェスター・フレンチの代表作の一つであるアルマ・マータ像がある。またイリノイ大学アーバナ・シャンペーン校にも像がある（それぞれ写真を参照）。
イタリアのボローニャ大学は、2000年に大学のモットーを「Alma Mater Studiorum（知をはぐくむ女神）」と制定した。